# 角 (青銅器)

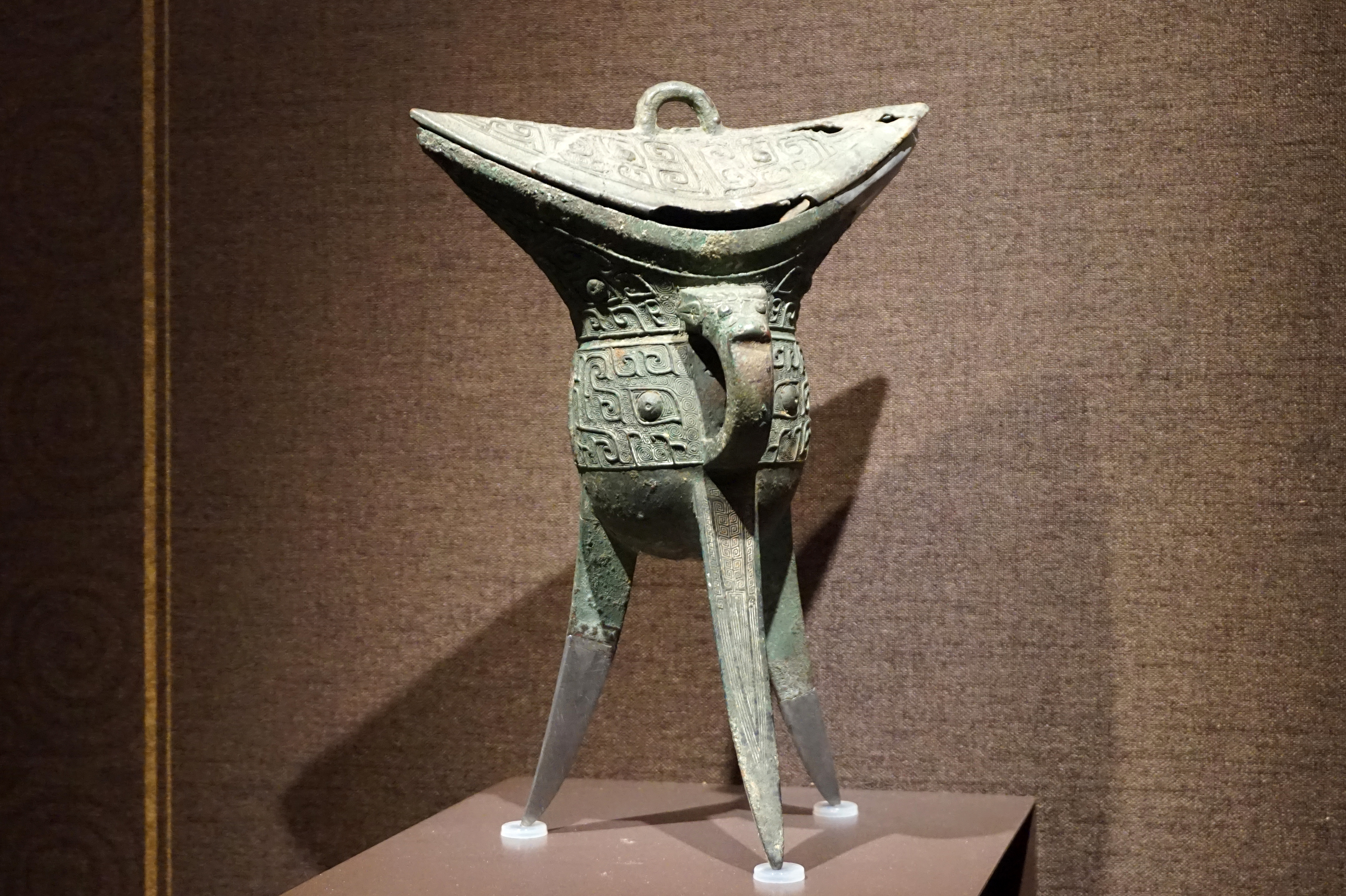
西周有盖铜角。甘肃省博物馆藏

角是中国古代一种用于饮酒的容器。角与爵形状相似，不同之处在于角无流而具两翼，口沿无柱，多有盖。角是从爵演化而来的饮器，主要出现在殷商晚期以及商周之际，是下层官吏和平民的用品。《礼记·礼器》曰：“尊者舉觯，卑者舉角”。鄭玄注曰“舊說云‘爵一升，觚二升，觯三升，角四升，散五升’”。

## 延伸阅读
[在维基数据编辑]
 《欽定古今圖書集成·經濟彙編·考工典·角部》，出自陈梦雷《古今圖書集成》